# Return of the Girl
Return of the Girl è il terzo EP del gruppo femminile k-pop Everglow. È stato pubblicato il 1º dicembre 2021 sotto la Yuehua Entertainment, e contiene 5 tracce, di cui il brano principale Pirate.

## Tracce
1. Back Together – 3:59 (testo: Yoo Gae-young (lyrical station no_9), Lee Bo-ra, Kang Eun-jung, 72 – musica: Sanna Martinez, Maria Marcus, 72)
2. Pirate – 3:30 (testo: Hong Yi-eum, 72 – musica: Olof Lindskog, Gavin Jones, Hayley Aitken, 72)
3. Don't Speak – 3:27 (testo: Lee Seu-ran, Lee Bo-ra, 72 – musica: Olof Lindskog, Hayley Aitken, Ludwig Lindell, 72)
4. Nighty Night – 2:42 (testo: Hong Yi-eum, Luke – musica: Olof Lindskog, Louise Frick Sveen, Gavin Jones, 72)
5. Company – 2:57 (testo: Park Hee-ah, 72 – musica: Christian Fast, Maria Marcus)

## Classifiche
| Classifica (2022) | Posizione massima |
| ----------------- | ----------------- |
| Corea del Sud     | 10                |